# Kowalowy
Kowalowy – wieś w Polsce położona w województwie podkarpackim, w powiecie jasielskim, w gminie Jasło.
| SIMC    | Nazwa             | Rodzaj    |
| ------- | ----------------- | --------- |
| 0352874 | Górki             | część wsi |
| 0352880 | Grędy             | część wsi |
| 0352897 | Pod Kowalową Górą | część wsi |

## Historia
Dawniej wieś i gmina jednostkowa w powiecie jasielskim, za II RP w woј. krakowskim. W 1934 w nowo utworzonej zbiorowej gminie Jasło, gdzie utworzyła gromadę.
Podczas II wojny światowej w gminie Jaslo w powiecie Jaslo w dystrykcie krakowskim (Generalne Gubernatorstwo). Liczyły wtedy 1052 mieszkańców.
Po wojnie znów w gminie Jasło w powiecie jasielskim, w nowo utworzonym województwie rzeszowskim. Jesienią 1954 zniesiono gminy tworząc gromady. Kowalowy weszły w skład nowo utworzonej gromady Brzyszczki, gdzie przetrwały do końca 1972 roku, czyli do kolejnej reformy gminnej.
1 stycznia 1973 południową część Kowalów włączono do Jasła. Kolejną część Kowalów (56 ha) do Jasła włączono 1 lutego 1977.
W latach 1975–1998 miejscowość administracyjnie należała do województwa krośnieńskiego.
We wsi urodził się ks. Stanisław Porębski.